# 나주 정씨 (丁)
나주 정씨(羅州丁氏)는 전라남도 나주시 및 전라남도 신안군 압해읍을 본관으로 하는 한국의 성씨이다.

## 역사
나주 정씨(羅州 丁氏)의 시조 정윤종(丁允宗)은 고려 중기 전라도 압해현(壓海縣) 출신의 무신(武臣)으로 검교대장군(檢校大將軍)을 지냈다. 2세 정혁재(丁奕材), 3세 정양(丁良), 4세 정신(丁信), 5세 정준(丁俊), 6세 정공일(丁公逸), 7세 정원보(丁元甫), 8세 정세(丁世), 9세 정안경(丁安景), 10세 정연(丁衍), 11세 정자급(丁子伋)로 이어졌다.
나주 정씨는 조선시대 문과 급제자 49명을 배출하였다.

## 분파
- 12세 정수곤(丁壽崑, 1452년 ~ 1486년) : 1472년(성종 3) 춘장문과에 병과로 급제하고, 성균관박사를 거쳐 감찰·승문원교리 등을 역임하였다. → 교리공파(校理公派)
- 12세 정수강(丁壽崗, 1454년 ~ 1527년) : 1477년 식년 문과에 을과로 급제하고, 대사성·대사헌을 거쳐 병조참판·동지중추부사·전의제조·빙고제조를 역임하였다. 저서로 《월헌집(月軒帖)》이 있다. → 월헌공파(月軒公派)
- 12세 정신(丁愼, ~ ) : → 기옹공파(奇翁公派)

교리공파(校理公派)에 사직공파(司直公派), 진사공파(進士公派), 충순위공파(忠順衛公派), 부사공파(府使公派)로, 
월헌공파(月軒公派)에 문화공파(文化公派), 공안공파(恭安公派), 첨정공파(僉正公派)로, 
기옹공파(奇翁公派)에 의암공파(毅菴公派), 성암공파(誠菴公派)로 
나머지 연안부사파(延安府使派), 어사공파(御使公派), 전적공파(典籍公派), 덕천파(德川派), 사간공파(司鍊公派)로 나뉘었다.

## 인물
- 정옥형(丁玉亨, 1486년 ~ 1549년) : 정수강의 아들. 1513년(중종 8) 식년문과에 병과로 급제하고, 예조판서·좌참찬·지돈녕부사를 거쳐 1544년 병조판서가 되었고, 명종이 즉위하자 형조판서로서 소윤에 가담, 대윤을 제거하는 데 협력하여 보익공신(保翼功臣) 3등에 책록되고 금천군(錦川君)에 봉해졌다. 시호는 공안(恭安).
- 정응두(丁應斗, 1508년 ~ 1572년) : 정옥형의 아들. 1534년 식년 문과에 장원으로 급제하였고, 병조판서·좌찬성·평안도관찰사 등을 거쳐 1566년 판중추부사에 이르렀다. 시호는 충정(忠靖).
- 정윤희(丁胤禧, 1531년 ~ 1589년) : 정응두의 아들. 1556년 알성문과와 1566년 문과중시에 장원으로 급제하고, 예조·호조 참의를 거쳐 1588년 강원도관찰사에 이르렀다. 저서로 『고암집』이 있다.
- 정약용 : 아버지는 정재원(丁載遠), 어머니는 해남 윤씨이다. 28세에 급제한 후 조선 정조 때 형조참의를 지냈다. 하지만 신유박해·황사영 백서사건으로 강진에 유배되어 18년간 귀양살이를 하였다. 귀양살이하는 동안 500여권의 저술을 남겼다.

## 본관
나주 정씨의 본관은 원래 압해(押海)였다. 압해는 전라남도 신안군 압해읍 일대이다. 본래 백제의 아차산현(阿次山縣)이었는데, 신라에서 압해군(押海郡)으로 고쳤고, 고려 초에 나주(羅州)의 속현(屬縣)으로 내속(來屬)되었다. 《세종실록지리지》에 전라도 나주목 압해(押海)의 성으로 박(朴)·주(朱)·정(丁)·강(江)·남(南) 5성이 기록되어 있다. 본관은 압해(押海)와 나주(羅州)로 겸용해 오다가 압해현(壓海縣)이 폐현되자 영조(英祖) 때부터 나주를 본관으로 사용하고 있다.

## 기원
압해 정씨(押海 丁氏)의 도시조인 정덕성(丁德盛)은 당(唐) 문종(文宗)때 대승상(大丞相)을 지냈고, 무종(武宗) 때 대양군(大陽君)에 봉해졌으며, 853년 군국사(軍國事)로 직간을 하다가 전라남도 신안군의 압해도(押海島)에 유배되어 정착하였다고 한다. 압해 정씨는 나주 정씨(羅州丁氏)·영광 정씨(靈光丁氏)·의성 정씨(義城丁氏)·창원 정씨(昌原丁氏)로 동원분파(同源分派)되었다고 한다.
하지만, 조선 후기 실학자 정약용(丁若鏞)은 도시조 정덕성에 대해 '사실 관계에 대한 고증이 어렵다'며 실존 여부에 대해 회의적으로 보았다. 정약용은 증조부로부터 자신에까지 문헌 연구와 현지 답사 등을 벌인 결과, 정덕성이 정사(正史)에 등장하지 않는다는 점, 당의 풍습, 관직명의 차이 등을 들어 정씨동조동근설(凡丁氏同祖同根說)은 날조라는 결론에 도달했다. 후대에 모화사상의 영향으로 당(唐)에서 재상을 지내다가 압해도로 유배되어 왔다는 정덕성(丁德盛)이라는 가상인물을 도시조(都始祖)로 날조하여 나주(羅州)·영광(靈光)·창원(昌原)·의성(義城) 등 본관이 서로 다른 여러 정(丁)씨들을 근거도 없이 합쳤다는 것이다. 
약 1520년(조선 중종 12년) 전후에 발간된 나주 정씨 최초의 가첩(家牒)인 『월헌첩(月軒帖)』에는 고려 중기의 정윤종(丁允宗)이 시조로 기록되어 있다.

## 항렬자
- 대동항렬 (시조로 1세)

| 20세              | 21세            | 22세                     | 23세          | 24세                   | 25세   | 26세     | 27세   | 28세     | 29세          | 30세                     | 31세                   | 32세              | 33세          | 34세              | 35세          | 36세              | 37세          | 38세              | 39세          | 40세              |
| ----------------- | --------------- | ------------------------ | ------------- | ---------------------- | ------ | -------- | ------ | -------- | ------------- | ------------------------ | ---------------------- | ----------------- | ------------- | ----------------- | ------------- | ----------------- | ------------- | ----------------- | ------------- | ----------------- |
| 口신(愼) 口중(重) | 지(志) 口석(錫) | 재(載) 口조(祖) 口위(渭) | 약(若) 의(義) | 口교(敎) 학(學) 상(祥) | 대(大) | 口섭(燮) | 규(奎) | 口진(鎭) | 해(海) 순(淳) | 口영(榮) 口식(植) 인(寅) | 우(愚) 희(憙) 口환(煥) | 口배(培) 口균(均) | 현(鉉) 호(鎬) | 口구(求) 口수(洙) | 상(相) 동(東) | 口걸(杰) 口렬(烈) | 재(在) 기(基) | 口종(鍾) 口탁(鐸) | 영(永) 태(泰) | 口근(根) 口표(杓) |

## 인구
- 2015년 나주 정씨 125,473명 + 금성 정씨 12,527명 + 압해 정씨 351명 = 138,351명